# Abbie Eaton
Abbie Eaton (geboren am 2. Januar 1992 als Abigail Eaton) ist eine britische Rennfahrerin aus East Riding of Yorkshire. Bisheriger Karrierehöhepunkt war 2014 der Gewinn der britischen Rennserie Mazda MX-5 Supercup. Sie wirkte als Testfahrerin in der zweiten und dritten Staffel von The Grand Tour mit.
Eaton lebt in Northampton. Ihr Vater Paul Eaton und ihre Lebensgefährtin Jessica Hawkins sind ebenfalls Rennfahrer.

## Karriere
Im Alter von 10 Jahren begann Eaton, Rennen zu fahren und hat seitdem zahlreiche Podiumsplätze und Rundenrekorde in verschiedenen Rennserien erreicht. Zunächst begann sie mit dem Kartsport, sammelte in der Comer cadet class Rennerfahrung und errang einige Siege. Es folgten Einsätze in den Klassen Minimax und später Junior Max, wo sie in der Super-1-Serie antrat.
2007 bestritt sie ihre erste vollständige Rennsaison in der SAXMAX-Meisterschaft, ihr bestes Ergebnis war ein vierter Platz. Im Jahr 2008 nahm sie erneut an dieser Meisterschaft teil und erreichte in der Gesamtwertung den vierten Platz, nachdem sie einen Teil der Saison die Meisterschaft angeführt hatte. Im darauf folgenden Jahr trat sie mit der Production Touring Car Championship erstmals in einer Rennserie für Erwachsene an und fuhr einen Vauxhall Corsa SRi-R. Sie siegte in der Klasse B mit 15 Siegen in 18 Rennen, 16 Podiumsplätzen und sieben schnellsten Rennrunden. In der Gesamtmeisterschaft belegte sie Platz zwei. Nachdem im Jahr 2010 ihr Debüt in der Britischen GT-Meisterschaft gescheitert war, bestritt sie in einem Mazda MX-5 lediglich ein Rennen in der Mk1-Serie, das sie als Dritte beendete.
2011 und 2012 fuhr Eaton im Mazda MX-5 Cup. Im ersten Jahr gelangte sie trotz fehlender finanzieller Mittel elfmal unter die besten Zehn, musste aber 2012 die Saison aus familiären Gründen vorzeitig abbrechen. Zum Ende der Saison 2013 kehrte sie in die Rennserie zurück und bestritt die letzten drei Rennen, wovon sie eines gewann. In ihrem letzten Jahr der Serie errang sie fünf Siege und sieben Podiumsplätze und gewann 2014 die Meisterschaft.
Ihre Karriere im GT-Sport begann sie in der britischen Rennserie GT Cup. Sie absolvierte einen Teil der Saison 2015 in einem BMW E46 M3 GTR von Geoff Steel Racing und erreichte einen Sieg, acht Podiumsplätze und drei schnellste Rennrunden. 2016 wechselte sie in die Britische GT-Meisterschaft, wo sie gemeinsam mit Marcus Hoggarth einen Maserati Granturismo MC GT4 fuhr. Dies war das erste Mal seit 20 Jahren, dass Maserati an dieser Serie teilnahm, das Team belegte den zweiten Platz in der Pro/Am-Wertung und den vierten Platz gesamt.
2017 wollte sie zunächst pausieren, als ihr von AF Corse für ein Rennen in der Blancpain Endurance Series ein Cockpit in einem Ferrari 488 GT3 angeboten wurde. Es war Eatons erster Einsatz in der GT3 und ihr erstes Rennen auf dem Autodromo Nazionale Monza in Italien. Nach 10 Trainingsrunden war sie unter den 52 Starterfahrzeugen, belegte den ersten Platz in der Amateurwertung und war damit die erste Frau, die in dieser Serie eine Wertung gewinnen konnte. Das Auto mit der Startnummer 961 wurde neben Eaton von Alex Demirdjian und Davide Rizzo gesteuert.
Eaton ging 2021 und 2022 in der W Series an den Start. In beiden Meisterschaften wurde sie 13. in der Gesamtwertung.

## Fernsehauftritte
2016 hatte Eaton den ersten Fernsehauftritt in der Show Drive auf ITV, als sie den Rapper Professor Green über einen Zeitraum von fünf Wochen in verschiedenen Renndisziplinen trainierte. Das Paar gewann die Staffel.
Eaton war ab 2017 Testfahrerin in der zweiten und dritten Staffel der englischen Autoshow The Grand Tour, wo sie den Fahrer der ersten Staffel Mike Skinner ersetzte. Im November 2017 sagte Co-Moderator James May, dass eine Vielzahl an Fahrern getestet wurden und dass sie die schnellste und beste war. Eaton wurde in der am 15. Dezember 2017 veröffentlichten zweiten Folge der zweiten Staffel eingeführt, als sie einen grünen Mercedes-AMG GT R auf dem Eboladrome testete. Eatons Name wird während der Episode nicht erwähnt und taucht nur in den Credits am Ende auf. Es wird spekuliert, dass dies rechtliche Gründe hat, weil es Unterschiede zu anonymen Testfahrern wie The Stig geben müsse. Ein Sprecher von Amazon bezeichnete dies als Kompromiss zwischen der ausdrücklichen Nennung von Mike Skinner als The American und einem vollständig anonymen Fahrer wie bei Top Gear.
In Folge drei der vierten Staffel von The Grand Tour hat Eaton einen Gastauftritt und fährt auf einer schottischen Rennstrecke eine Referenzrunde in einem Hillman Avenger.

## Statistik
| Saison    | Serie                                  | Team                   | Rennen | Siege | Poles | Schnellste Rennrunden | Podiums | Punkte | Position |
| --------- | -------------------------------------- | ---------------------- | ------ | ----- | ----- | --------------------- | ------- | ------ | -------- |
| 2008      | Saxmax                                 | Eaton Motorsport       | 12     | 0     | 0     | 2                     | 3       | 176    | 4.       |
| 2009      | Production Touring Car Championship    | Thorney Motorsport     | 18     | 15    | 2     | 7                     | 16      | 173    | 1.       |
| 2010      | Mazda MX-5 Championship                | Eaton Motorsport       | 1      | 0     | 0     | 0                     | 1       | -      | -        |
| 2013      | Mazda MX-5 SuperCup                    | Eaton Motorsport       | 8      | 1     | 0     | 1                     | 6       | -      | -        |
| 2014      | Mazda MX-5 Supercup                    | AE Racing              | 18     | 5     | 2     | 4                     | 7       | 1448   | 1.       |
| 2015      | GT Cup                                 | Geoff Steel Racing     | 17     | 1     | -     | 2                     | 8       | 403    | -        |
| 2016      | Britische GT-Meisterschaft             | Ebor GT                | 9      | -     | -     | -                     | 1       | 106    | 4.       |
| 2017      | Blancpain Endurance Series             | AF Corse               | 1      | -     | -     | -                     | -       | -      | 27.      |
| 2019      | Super2 Series                          | Matt Stone Racing      | 3      | 0     | 0     | 0                     | 0       | 76     | 23.      |
| 2019–2020 | Jaguar I-Pace eTrophy                  | Jaguar VIP Car         | 5      | 0     | 0     | 0                     | 0       | 0      | -        |
| 2021      | W Series                               | Écurie W               | 7      | 0     | 0     | 0                     | 0       | 19     | 13.      |
| 2021      | GT Cup Championship - GTO              | JMH Automotive         | 5      | 3     | 4     | 4                     | 3       | 58     | 1.       |
| 2021      | Britcar Endurance Championship - Praga | Team Praga Three Lions | 6      | 1     | 2     | 3                     | 2       | 131    | 5.       |

### Einzelergebnisse in der W Series
| Jahr | 1   | 2   | 3   | 4   | 5   | 6   | 7   | 8   | 9   | 10  | Punkte | Rang |
| ---- | --- | --- | --- | --- | --- | --- | --- | --- | --- | --- | ------ | ---- |
| 2021 | RBR | RBR | SIL | BUD | SPA | ZAN | AUS | AUS |     |     | 19     | 13.  |
| 2021 | 15  | 6   | 9   | 13  | 10  | 6   | DNF | DNS |     |     | 19     | 13.  |
| 2022 | MIA | MIA | CAT | SIL | LEC | BUD | SIN | AUS | MEX | MEX | 11     | 13.  |
| 2022 | DNF | 13  | 16  | 7   | DNF | 8   | 10  | C   | C   | C   | 11     | 13.  |